# Lagtävlingen i dressyr i ridsport vid olympiska sommarspelen 1976
Lagtävlingen i dressyr i ridsport vid olympiska sommarspelen 1976 var en av sex ridsportgrenar som avgjordes under de olympiska sommarspelen 1976. 

## Medaljörer
| Event | Guld                                                   | Silver                                                        | Brons                                        |
| Lag   | Västtyskland Harry Boldt Gabriela Grillo Reiner Klimke | Schweiz Christine Stückelberger Ulrich Lehmann Doris Ramseier | USA Hilda Gurney Edith Master Dorothy Morkis |

## Resultat
| Placering | Nation         | Poäng |
| 1         | Västtyskland   | 5,155 |
| 2         | Schweiz        | 4,684 |
| 3         | USA            | 4,647 |
| 4         | Sovjetunionen  | 4,542 |
| 5         | Kanada         | 4,538 |
| 6         | Danmark        | 4,448 |
| 7         | Nederländerna  | 4,38  |
| 8         | Storbritannien | 4,076 |